# 中国自然资源学会
中国自然资源学会是中华人民共和国自然资源科技工作者组成的群众性学术团体，是中国科学技术协会主管的社会团体，1983年10月成立。

## 历届理事长
- 第一届（1983.10-1988.01）：侯学煜
- 第二届（1988.01-1993.02）：孙鸿烈
- 第三届（1993.02-1998.05）：孙鸿烈
- 第四届（1998.05-2004.04）：石玉林
- 第五届（2004.04-2009.10）：刘纪远
- 第六届（2009.10-2014.10）：刘纪远
- 第七届（2014.10-2019.12）：成升魁
- 第八届（2019.12-至今）：成升魁[2]

## 出版物
期刊：
- 《自然资源学报》
- 《资源科学》
- 《应用基础与工程科学学报》
- 《资源与生态学报》
- 《干旱区资源与环境》
- 《干旱区科学》